# Hanns Oberlindober
Hanns Oberlindober (5. marts 1896 – 6. april 1949) var en tysk nazist og leder for partiets arbejde for krigsofre fra første verdenskrig.
Oberlindober blev født i München. Han blev student fra det humanistiske gymnasium i Berlin-Friedenau. I 1914 – 1918 deltog han i første verdenskrig og blev dekoreret med Jernkorset af 1. og 2. klasse. Han blev medlem af det tyske nazipartiet i 1922. Fra 1924 til 1929 repræsenterede han partiet i bystyret i Straubing. I den paramilitære Sturmabteilung nåede han graden som Gruppenführer. I 1930 udgav han tidsskriftet Der Dank des Vaterlands. Hans vigtigste rolle i denne periode var imidlertid ledelsen af kontoret for krigsofre i NSDAP. Ved rigsdagsvalget i september 1930 blev Oberlindober valgt som repræsentant for Breslau.
Efter NSDAPs magtovertagelse ledede han partiets hjælpeorganisation for ofre fra første verdenskrig. Han arbejdede også som rådgiver for rigsarbejdsministeren og skrev også en række propagandaskrifter.
Etter 2. verdenskrig blev Oberlindober tilbageholdt i amerikansk krigsfangelejer. I 1948 blev han overført til Polen, hvor han døde i 1949 på et sygehus i Warszawa.